# Benjamin Appel (Schriftsteller)
Benjamin Appel (* 13. September 1907 in New York City; † 3. April 1977 in Roosevelt, New Jersey) war ein amerikanischer Schriftsteller.

## Werdegang
Appel wuchs im Stadtteil Hell’s Kitchen in New York als Sohn polnischer Einwanderer auf. Viele seiner Romane spielen in dieser Umgebung. Er besuchte die University of Pennsylvania und die New York University und schloss sein Studium 1929 am Lafayette College ab. Nach verschiedenen Tätigkeiten verschlug ihn der Zweite Weltkrieg auf die Philippinen. In seinem Roman Fortress in the Rice verarbeitete er die dabei gemachten Erfahrungen. Der Roman wurde 1963 unter dem Titel Cry of Battle (dt.: Kugeltanz nach Mitternacht) mit Rita Moreno, Van Heflin und James MacArthur verfilmt.
Appel war seit 1936 mit Sophie Marshak verheiratet; gemeinsam hatten sie drei Töchter. Seit 1947 lebten sie in Roosevelt, New Jersey.
Appel begann seine schriftstellerische Laufbahn mit der Veröffentlichung von Gedichten in Literaturmagazinen. Sein erster Roman Brain Guy erschien 1934 und Kritiker bezeichneten ihn als "voice of the streets" (Stimme der Straße). In weiteren Romanen griff er die Themen aus Brain Guy wieder auf, bis er sich ab den späten 1950er Jahren auf Literatur für Jugendliche konzentrierte.

## Werke

### Romane
- Brain Guy, Alfred A. Knopf, New York, 1934
- Runaround, E.P. Dutton & Co, New York, 1937
- The Power-House, E.P. Dutton & Co, New York, 1939
- The fortress in the rice, Bobbs-Merrill, Indianapolis, 1951, (dt. als Hukbalahap oder Die Festung im Reis)

### Jugendliteratur
- We Were There in the Klondike Gold Rush, Grosset & Dunlap, New York, 1956
- We Were There at the Battle for Bataan, Grosset & Dunlap, New York, 1957
- Why the Russians Are The Way They Are, Little, Brown, Boston, 1966
- Why the Chinese Are The Way They Are, Little, Brown, Boston, 1968
- Hitler From Power to Ruin, Grosset & Dunlap, New York, 1964
- Ben-Gurion's Israel, Grosset & Dunlap, New York, 1965